# メハ・トップ50
メハ・トップ30（蘭: Mega Top 30）はオランダのシングル・チャートであり、1969年5月23日に "Hilversum 3 Top 30" という名で始まって以降、次のように名称やランキング数が変わってきた。
- 1969年 - 1974年 : Hilversum 3 Top 30 (since April 2 1971: the Daverende 30)
- 1974年 - 1993年 : Nationale Hitparade
  - 1974年 - 1978年 : 上位30位
  - 1978年 - 1987年 : 上位50位
  - 1987年 - 1989年 : 上位100位
  - 1989年 - 1993年 : Nationale Top 100
- 1993年 - 1996年 : Mega Top 50
- 1997年 - 2002年 : Mega Top 100
- 2003年 - 2019年 : Mega Top 50
- 2019年 - 現在 : Mega Top 30

## 沿革
最初の放送は1969年5月23日の12時から14時だった。司会は Joost den Draayer で、初回の1位は Desmond Dekker & The Aces の "The Israelites" だった。1970年12月4日以降、チャートはオランダ放送協会が編成している。1971年4月2日までは Den Draayer が司会を務め、次いで Felix Meurders が司会になった。1978年以降、年間チャートは売り上げを基に決められるようになった。
ラジオ放送は Radio 3 で続けられ、1985年からは TROS (Televisie Radio Omroep Stichting) に引き継がれた。1993年-1995年の間だけは、番組は他の放送局から放送された。2005年10月以降、チャート番組は Bart Arens が司会をしている。
テレビでは、1974年-1978年、および1981年-1986年の間は「Top Pop」という番組でチャートが紹介された。2000年9月以降は、「トップ・オブ・ザ・ポップス・オランダ」 (Top of the Pops NL) で Mega Top 100 と Single Top 100 が紹介されている。
2004年5月以降、The Music Factory と Radio 3FM の放送データがチャートの集計で加味されるようになった。そのちょうど一年後、ダウンロード販売も加味されるようになった。
チャートの集計は GfK Megacharts B.V. が行っている。